# Deutsche Meisterschaften im Rennrodeln 2009
Die Deutschen Meisterschaften im Rennrodeln 2009 fanden am 25. Oktober 2008 auf der Kombinierten Kunsteisbahn am Königssee statt. Sie waren gleichzeitig Abschluss und Höhepunkt der Qualifikation für die Rennrodel-Weltcupsaison 2008/09. Die Meisterschaften wurden aufgrund des engen Terminkalenders schon im Vorjahr, am Beginn der Saison, ausgetragen.

## Ergebnisse

### Einsitzer der Frauen
| Platz | Sportlerin           | Verein                        | Zeit     |
| ----- | -------------------- | ----------------------------- | -------- |
| 1     | Tatjana Hüfner       | WSC Erzgebirge Oberwiesenthal | 1:36,425 |
| 2     | Natalie Geisenberger | RRT Miesbach                  | +0,327   |
| 3     | Stefanie Sieger      | WSV Königssee                 | +0,384   |
| 4     | Anke Wischnewski     | WSC Erzgebirge Oberwiesenthal | +0,453   |
| 5     | Corinna Martini      | BSC Winterberg                | +0,631   |
| 6     | Carina Schwab        | RC Berchtesgaden              | +0,688   |
| 7     | Lisa Liebert         | SSV Altenberg                 | +0,760   |
| 8     | Daniela Schwab       | RC Berchtesgaden              | +1,536   |
| 9     | Madeleine Teuber     | BSC Winterberg                | +1,907   |
| 10    | Andrea Metzenleitner | RC Berchtesgaden              | +2,171   |
| 11    | Anne Pietrasik       | SSV Altenberg                 | +3,919   |

### Einsitzer der Männer
| Platz | Sportler              | Verein                 | Zeit     |
| ----- | --------------------- | ---------------------- | -------- |
| 1     | Felix Loch            | RC Berchtesgaden       | 1:35,639 |
| 2     | Andi Langenhan        | RRC Zella-Mehlis       | +0,260   |
| 3     | David Möller          | RRV Sonneberg/Schalkau | +0,362   |
| 4     | Robert Eschrich       | BSR Rennsteig Oberhof  | +0,634   |
| 5     | Jan Eichhorn          | BSR Rennsteig Oberhof  | +0,763   |
| 6     | Sascha Benecken       | RRC Suhl               | +1,503   |
| 7     | Peter Fischer         | BSR Rennsteig Oberhof  | +2,038   |
| 8     | Julian von Schleinitz | WSV Königssee          | +2,857   |
| 9     | Johannes Ludwig       | BSR Rennsteig Oberhof  | +3,177   |
| 10    | Kevin Weihs           | BSR Rennsteig Oberhof  | +4,574   |
| 11    | Thomas Aschauer       | RC Berchtesgaden       | +5,063   |
|       | Matthias Böhmer       | WSV Königssee          | DNF      |

### Doppelsitzer
| Platz | Sportler                          | Verein                                             | Zeit     |
| ----- | --------------------------------- | -------------------------------------------------- | -------- |
| 1     | Patric Leitner Alexander Resch    | WSV Königssee RC Berchtesgaden                     | 1:35,882 |
| 2     | André Florschütz Torsten Wustlich | BRC 05 Friedrichroda WSC Erzgebirge Oberwiesenthal | +0,420   |
| 3     | Toni Eggert Marcel Oster          | BSR Rennsteig Oberhof RT Suhl                      | +0,548   |
| 4     | Ronny Pietrasik Christian Weise   | SSV Altenberg WSC Erzgebirge Oberwiesenthal        | +1,041   |

Tobias Wendl und Tobias Arlt waren wie auch schon bei den Ausscheidungsrennen wegen einer Verletzung Wendls nicht am Start, waren jedoch als Vizeweltmeister der Vorsaison für den Weltcup gesetzt.

## Selektionsrennen

### Erstes Selektionsrennen
Das erste Selektionsrennen fand am 17. Oktober in Altenberg statt. Es gab drei Durchgänge, der schlechteste wurde als Streichresultat nicht gewertet. Die Reihenfolge der einzelnen Rennen lautete:
- Frauen:
  1. Natalie Geisenberger
  2. Anke Wischnewski
  3. Tatjana Hüfner
  4. Corinna Martini
  5. Lisa Liebert
  6. Stefanie Sieger
- Männer Einsitzer:
  1. Johannes Ludwig
  2. Andi Langenhan
  3. Jan Eichhorn
  4. Robert Eschrich
  5. Felix Loch
  6. David Möller
  7. Peter Fischer
  8. Sascha Benecken
- Männer Doppelsitzer:
  1. Leitner/Resch
  2. Eggert/Oster
  3. Florschütz/Wustlich
  4. Pietrasik/Weise

### Zweites Selektionsrennen
Das zweite Selektionsrennen fand am 23. Oktober in Königssee statt. Die Reihenfolge der einzelnen Rennen lautete:
- Frauen:
  1. Tatjana Hüfner
  2. Natalie Geisenberger
  3. Stefanie Sieger
  4. Anke Wischnewski
  5. Corinna Martini
  6. Lisa Liebert

Martina Kocher aus der Schweiz war als Gastfahrerin am Start.
- Männer Einsitzer:
  1. Felix Loch
  2. Jan Eichhorn
  3. Johannes Ludwig
  4. David Möller
  5. Andi Langenhan
  6. Robert Eschrich
  7. Sascha Benecken
  8. Peter Fischer

Stefan Höhener aus der Schweiz und Gregory Carigiet aus Kanada waren als Gäste am Start.
- Männer Doppelsitzer:
  1. Leitner/Resch
  2. Florschütz/Wustlich
  3. Eggert/Oster
  4. Pietrasik/Weise

## Qualifikation
Für die erste Hälfte der internationalen Saison qualifizierten sich:
- Bei den Frauen:
  - Tatjana Hüfner
  - Natalie Geisenberger
  - Anke Wischnewski
  - Stefanie Sieger
- Bei den Herren-Einsitzern:
  - Felix Loch
  - David Möller
  - Andi Langenhan
  - Jan Eichhorn
  - Johannes Ludwig
- Bei den Herren-Doppelsitzern:
  - Patric Leitner & Alexander Resch
  - André Florschütz & Torsten Wustlich
  - Tobias Wendl & Tobias Arlt

Somit gibt es im Vergleich zur Vorsaison nur auf einer Position in der Mannschaft eine Veränderung. Den Platz von Silke Kraushaar-Pielach, die ihre Karriere beendet hatte, sicherte sich Stefanie Sieger gegen ihre direkte Konkurrentin Corinna Martini. Anke Wischnewski konnte ihren Startplatz ebenso wie Johannes Ludwig gegen Robert Eschrich verteidigen.